# Finally the Punk Rockers Are Taking Acid
Finally the Punk Rockers Are Taking Acid es un disco recopilatorio de la banda de rock estadounidense The Flaming Lips. Contiene sus tres primeros discos (Hear It Is, Oh My Gawd!!! y Telepathic Surgery) junto a su EP debut The Flaming Lips y material inédito y rarezas.
Es el primero de dos publicaciones a través de Restless Records, junto a The Day They Shot a Hole in the Jesus Egg.

## Lista de canciones

### Disco 1
- Contiene todas las canciones de The Flaming Lips y Hear It Is (omitiendo la pista adicional, "Summertime Blues", que aparece en algunas ediciones de Hear It Is) y cuatro pistas adicionales.

| N.º | Título                                  | Duración |  |
| 1.  | «Bag Full of Thoughts»                  | 5:39     |  |
| 2.  | «Out for a Walk»                        | 3:20     |  |
| 3.  | «Garden of Eyes/Forever Is a Long Time» | 5:29     |  |
| 4.  | «Scratchin' the Door»                   | 7:12     |  |
| 5.  | «My Own Planet»                         | 4:11     |  |
| 6.  | «With You»                              | 3:39     |  |
| 7.  | «Unplugged»                             | 2:14     |  |
| 8.  | «Trains, Brains & Rain»                 | 3:39     |  |
| 9.  | «Jesus Shootin' Heroin»                 | 7:19     |  |
| 10. | «Just Like Before»                      | 3:22     |  |
| 11. | «She Is Death»                          | 4:05     |  |
| 12. | «Charlie Manson Blues»                  | 4:22     |  |
| 13. | «Man From Pakistan»                     | 3:59     |  |
| 14. | «Godzilla Flick»                        | 4:06     |  |
| 15. | «Staring at Sound/With You»             | 5:06     |  |

| Pistas adicionales |                            |          |  |
| N.º                | Título                     | Duración |  |
| 16.                | «Killer on the Radio»      | 2:57     |  |
| 17.                | «Batman Theme»             | 1:46     |  |
| 18.                | «Anyway, Anyhow, Anywhere» | 2:30     |  |
| 19.                | «Handsome Johnny»          | 2:57     |  |

### Disco 2
- Contiene todas las canciones de Oh My Gawd!!! y cinco pistas adicionales.

| N.º | Título                                                       | Duración |  |
| 1.  | «Everything's Explodin'»                                     | 4:44     |  |
| 2.  | «One Million Billionth of a Millisecond on a Sunday Morning» | 9:21     |  |
| 3.  | «Maximum Dream for Evil Knievel»                             | 2:51     |  |
| 4.  | «Can't Exist»                                                | 2:48     |  |
| 5.  | «Ode to C.C. (Part 1)»                                       | 0:44     |  |
| 6.  | «The Ceiling Is Bendin'»                                     | 3:45     |  |
| 7.  | «Prescription: Love»                                         | 6:10     |  |
| 8.  | «Thanks to You»                                              | 3:56     |  |
| 9.  | «Can't Stop the Spring»                                      | 4:11     |  |
| 10. | «Ode to C.C. (Part 2)»                                       | 1:50     |  |
| 11. | «Love Yer Brain»                                             | 7:43     |  |

| Pistas adicionales |                                                                     |          |  |
| N.º                | Título                                                              | Duración |  |
| 12.                | «Groove Room»                                                       | 6:09     |  |
| 13.                | «Jesus Shootin' Heroin»                                             | 7:05     |  |
| 14.                | «Trains, Brains & Rain»                                             | 3:19     |  |
| 15.                | «Communication Breakdown/Dazed & Confused»                          | 3:50     |  |
| 16.                | «One Million Billionth of a Millisecond on a Sunday Morning» (Live) | 9:12     |  |

### Disco 3
- Contiene todas las canciones de Telepathic Surgery y siete pistas adicionales.

| N.º | Título                                  | Duración |  |
| 1.  | «Drug Machine in Heaven»                | 2:11     |  |
| 2.  | «Right Now»                             | 3:57     |  |
| 3.  | «Michael, Time to Wake Up»              | 0:29     |  |
| 4.  | «Chrome Plated Suicide»                 | 5:43     |  |
| 5.  | «Hari-Krishna Stomp Wagon»              | 3:47     |  |
| 6.  | «Miracle on 42nd St.»                   | 2:52     |  |
| 7.  | «Fryin' Up»                             | 2:44     |  |
| 8.  | «Hell's Angel's Cracker Factory» (Edit) | 3:02     |  |
| 9.  | «U.F.O. Story»                          | 6:39     |  |
| 10. | «Redneck School of Technology»          | 2:57     |  |
| 11. | «Shaved Gorilla»                        | 2:56     |  |
| 12. | «The Spontaneous Combustion of John»    | 0:53     |  |
| 13. | «Last Drop of Morning Dew»              | 1:58     |  |
| 14. | «Begs and Achin'»                       | 4:14     |  |

| Pistas adicionales |                                |          |  |
| N.º                | Título                         | Duración |  |
| 15.                | «Death Valley '69»             | 3:04     |  |
| 16.                | «Thank You»                    | 2:27     |  |
| 17.                | «Can't Stop the Spring»        | 4:27     |  |
| 18.                | «Jesus Shooting Heroin» (Live) | 8:14     |  |
| 19.                | «My Own Planet» (Live)         | 7:37     |  |
| 20.                | «After the Gold Rush»          | 4:11     |  |
| 21.                | «Death Tripping at Sunrise»    | 4:32     |  |